# 村山孚
村山 孚(むらやま まこと、1920年2月5日 - 2011年12月1日)は、中国古典研究家。「神子侃」（かみこただし）の筆名もある。

## 経歴
新潟県生まれ。ハルピン学院を卒業。満州国に勤務。大同学院を経て農村で研修。徳間書店出版局長、日本生産性本部出版部長などを歴任。1978年から1989年までの間、通算6年にわたり中国に招かれ中国の月刊誌『人民中国』の編集委員、顧問を務めた。

## 著書
- 『五輪書』 1963年 徳間書店 のち新版(現代人の古典シリーズ2)。神子侃名義
- 『葉隠』 1964年 徳間書店 のち新版(現代人の古典シリーズ 4)。神子侃名義
- 『菜根譚』1965年 徳間書店 のち新版（現代人の古典シリーズ6）。神子侃名義、吉田豊 共編
- 『武田流軍学　甲陽軍鑑抄』1965年 徳間書店。神子侃名義、吉田豊 共編
- 『韓非子とマキアベリ』1969年 百泉書房。神子侃名義、村田宏雄 共編
- 『史記の人間学 司馬遷の世界にみる処世の知恵』 1973年 徳間書店／1994年 講談社＋α文庫 ISBN 4-06-256043-7。神子侃名義
- 『美姫と妖婦 人物中国史 5 女性編』 1974年 毎日新聞社
- 『唐代の小説 中国の古典文学 6』 1976年 さえら書房 ISBN 4-378-01706-7
- 『続 葉隠 (現代人の古典シリーズ 23)』 1977年 徳間書店／「新篇 葉隠」たちばな出版「タチバナ教養文庫」2003年 ISBN 4813316999。神子侃名義
- 『戦国武将の語録』1969年 百泉書房／1977年  (現代人の古典シリーズ 25)徳間書店 ISBN 978-4192424257。神子侃名義
- 『孫子・呉子 「中国の思想10」』1980年、増訂版1996年 徳間書店 ISBN 978-4198604776、徳間文庫、2008年
- 『孫臏兵法』「現代人の古典シリーズ」徳間書店、1981年。銀雀山漢墓竹簡整理小組 編
- 『新編論語 孔子が説くものの見方・考え方』 1983年 PHP研究所 ISBN 456921195X
- 『徳川家康 少年少女伝記読みもの』 1983年 さえら書房 ISBN 4-378-02120-X
- 『北京新歳時記』1984年 三省堂 ISBN 978-4385348339
- 『中国考古と歴史の旅』 1985年 中央公論社 ISBN 4-12-201222-8
- 『北京新歳時記』1986年 徳間文庫 ISBN 978-4195981825
- 『大「胆力」の育て方 決断のとき活きる東洋の叡智95項』 1986年 大和出版 ISBN 4-8047-1095-7
- 『ことわざ・慣用句おもしろ辞典』1986年 さえら書房 ISBN 4-378-02208-7
- 『中国故事に学ぶ参謀学』1990年 PHP研究所 ISBN 978-4569528267
- 『入門 論語の読み方 人間孔子の魅力と論語に学ぶ人生の知恵』1990年 日本実業出版社 ISBN 4-534-01626-3
- 『渋沢栄一翁、経済人を叱る』 1992年 日本文芸社 ISBN 4-537-05017-9
- 『中国人のものさし日本人のものさし』 1995年 草思社 ISBN 4-7942-0590-2
- 『司馬遷「史記」歴史紀行』 1995年 尚文社ジャパン ISBN 4-916002-03-2
- 『明るくボケよう』 2000年 草思社 ISBN 4-7942-0965-7
- 『老人自立宣言！』 2005年 草思社 ISBN 4-7942-1382-4
- 『「三国志」のツボがわかる本』 2005年 日本文芸社 ISBN 4-537-25313-4
- 『勝つための哲学 孫子の言葉』 2006年 PHP研究所 ISBN 978-4569652726
- 『「勝敗」の岐路 中国歴史人物伝』 2006年 徳間書店 ISBN 978-4198925024
- 『中国古典 人生に役立つ言葉100』 2007年 PHP研究所 ISBN 978-4569692272
- 『新訳 十八史略 人と組織を活かすリーダーのための百言百話』 2009年 PHP研究所 ISBN 978-4569704135
- 『「史記」の人生訓 司馬遷の世界にみる処世の知恵』 2009年 PHP研究所 ISBN 978-4569707662
- 『実戦 孫子の兵法 「中国最強の極意」を現代に活かす』 2009年 PHP研究所 ISBN 978-4569709185